# آلن کلی
آلن کلی (انگلیسی: Allen Kelley؛ زاده ۲۴ دسامبر ۱۹۳۲) یک بازیکن بسکتبال اهل ایالات متحده آمریکا است.